# Ilkley Trophy 2023
Die Ilkley Trophy 2023 war ein Tennisturnier der ITF Women’s World Tennis Tour 2023 für Damen und ein Tennisturnier der ATP Challenger Tour 2023 für Herren in Ilkley und fand zeitgleich vom 18. bis 24. Juni 2023 statt.